# 1879
1879 (MDCCCLXXIX) je bilo navadno leto, ki se je po gregorijanskem koledarju začelo na sredo, po 12 dni počasnejšem julijanskem koledarju pa na ponedeljek.

## Dogodki
- v Izoli je ustanovljena ribja tovarna Delamaris.
- - sklenitev dvozveze med Nemčijo in Avtro-Ogrsko z namenom vojaške pomoči ob morebitni vojni z Rusijo.

## Rojstva
- 22. februar - Johannes Nicolaus Brønsted, danski fizikalni kemik († 1947)
- 3. marec - Jožef Klekl, madžarski slovenski katoliški duhovnik, zgodovinopisec in novinar († 1936)
- 5. marec - William Henry Beveridge, britanski politik, ekonomist († 1963)
- 14. marec - Albert Einstein, švicarsko-ameriški fizik, matematik, nobelovec  1921 († 1955)
- 16. april - Peter Kozler, slovenski pravnik, gospodarstvenik, geograf, kartograf, politik (* 1824)
- 22. maj - Simon Vasiljovič Petljura, ukrajinski vojskovodja in politik († 1926)
- 8. avgust - Emiliano Zapata, mehiški revolucionar († 1919)
- 17. avgust - Aleksander Iljič Dutov,  kozaški ataman in generalmajor ruske carske vojske († 1921)
- 11. oktober - Ernst Mally, avstrijski filozof in logik († 1944)
- 7. november - Lev Trocki, ruski revolucionar († 1940)
- 30. december - Ramana Maharši, indijski filozof in vedantin († 1950)

## Smrti
- 17. julij - Imre Augustič, slovenski pisatelj, pesnik, novinar in prevajalec na Madžarskem (* 1837)
- 5. november - James Clerk Maxwell, škotski fizik, matematik (* 1831)